# Étoile sportive ornaysienne football Vendée La Roche-sur-Yon
Maillots
L'Étoile sportive ornaysienne de football Vendée La Roche-sur-Yon est un club de football français basé à La Roche-sur-Yon, fondé en 1978 sous le nom d'« Étoile sportive ornaysienne de football de Saint-André-d'Ornay ».
L'équipe fanion du club est entrainée par Anthony GAUVIN et évolue pour la saison 2024-2025 en Divison 3. Le club évolue au stade de Saint-André d'Ornay. L'équipe masculine évolue en National 3.

## Histoire

### Genèse du club ornaysien (1978-1986)
L’Etoile Sportive Ornaysienne fut créée le 5 octobre 1938 par les prêtres de la paroisse Saint-André. Au départ, l’association se composait principalement d'une section de basket-ball mais en 1945 l’abbé Patrice Fauconnier décide la création d'une section consacrée au football.
Le club s'inscrit auprès de  la Fédération française de football en 1950. En 1951 la mairie acquiert le premier terrain de football (l'ancien stabilisé actuel).
Lors de la saison 1978-1979, un groupe de jeunes femmes se constitue et organise des matches amicaux. Cette équipe prend ensuite part aux compétitions régionales officielles et remporte la Coupe de Vendée ainsi que la Coupe Atlantique à plusieurs reprises, devenant ainsi une place forte du football féminin dans l'Ouest de la France. La saison 1984-1985 s'achève sur une victoire dans les deux compétitions citées ci-dessus, mais également sur une accession en Division 2.

### Premiers pas en Division 1 (1986-1996)
Les Yonnaises atteignent pour la première fois de leur histoire la Division 1 en 1986, pour seulement une petite saison. Après un deuxième passage rapide au début des années 1990, le club doit attendre 1996 pour s'installer de manière plus durable en première division. 

### Présence quasi-ininterrompue en D1 (1996-2011)
Malgré de bonnes prestations en 2000 et 2001, le club joue dans la seconde moitié de tableau du championnat, faisant d'ailleurs quelques passages en seconde division dont il décroche le titre en 2009.

## Identité du club

### Logos

Ancien logo.
Logo actuel.

## Palmarès
Le palmarès de l'ESOFV La Roche-sur-Yon comporte deux championnats de France de seconde division.
Le tableau suivant liste le palmarès du club actualisé à l'issue de la saison 2011-2012 dans les différentes compétitions officielles au niveau national et régional.
| Équipes première (F) | Équipes de jeunes (F) |
| - Championnat de France - Vice-champion : 1999, 2001. - Championnat de France de D2 (2) - Champion : 1995, 2009. - Vice-champion : 2005. - Championnat de Division d'Honneur Atlantique - Vice-champion : 1984, 1985, 1991, 2001, 2005, 2009, 2011, 2013. | Votre aide est la bienvenueChampion Régional Benjamin 2003 Champion de Vendée U19 2011, 2012 Champion de Vendée U17 2011 |

## Bilan saison par saison
Le tableau suivant retrace le parcours du club depuis sa création en 1978 sous le nom d’ÉSOF Saint-André d'Ornay, puis sous le nom d’ÉSOFV La Roche-sur-Yon.
| Édition   | Division 1                              | Division 2                      | Coupe de France   |
| 1978-1985 | -                                       | ...                             | Coupe inexistante |
| 1985-1986 | -                                       | 4e (Gr. D)                      | Coupe inexistante |
| 1986-1987 | 8e (Gr. E)                              | Championnat inexistant          | Coupe inexistante |
| 1987-1991 | -                                       | Championnat inexistant          | Coupe inexistante |
| 1991-1992 | 8e (Gr. B)                              | Championnat inexistant          | Coupe inexistante |
| 1992-1993 | -                                       | 4e (Gr. C)                      | Coupe inexistante |
| 1993-1994 | -                                       | 5e (Gr. C)                      | Coupe inexistante |
| 1994-1995 | -                                       | 1er (Gr. C)                     | Coupe inexistante |
| 1995-1996 | -                                       | 1er (Gr. C) 1er (Tournoi Final) | Coupe inexistante |
| 1996-1997 | 8e                                      | -                               | Coupe inexistante |
| 1997-1998 | 4e                                      | -                               | Coupe inexistante |
| 1998-1999 | 2e                                      | -                               | Coupe inexistante |
| 1999-2000 | 4e (Phase Régulière) 3e (Tournoi Final) | -                               | Coupe inexistante |
| 2000-2001 | 3e (Phase Régulière) 2e (Tournoi Final) | -                               | Coupe inexistante |
| 2001-2002 | 7e                                      | -                               | 1/8e de finale    |
| 2002-2003 | 10e                                     | -                               | 1/4 de finale     |
| 2003-2004 | 11e                                     | -                               | 1/8e de finale    |
| 2004-2005 | -                                       | 1er (Gr. A) 2e (Tournoi Final)  | 1/16e de finale   |
| 2005-2006 | 10e                                     | -                               | 1/8e de finale    |
| 2006-2007 | 9e                                      | -                               | 1/16e de finale   |
| 2007-2008 | 11e                                     | -                               | 1/8e de finale    |
| 2008-2009 | -                                       | 1er (Gr. A)                     | 1/16e de finale   |
| 2009-2010 | 10e                                     | -                               | 1/16e de finale   |
| 2010-2011 | 12e                                     | -                               | 1/4 de finale     |
| 2011-2012 | -                                       | 2e (Gr. B)                      | 1/4 de finale     |
| 2012-2013 | -                                       | 2e (Gr. B)                      | 1/32e de finale   |
| 2013-2014 | -                                       | 3e (Gr. B)                      | 1/32e de finale   |
| 2014-2015 | -                                       | 1er (Gr. B)                     | 1/32e de finale   |
| 2015-2016 | 10e                                     | -                               | 1/16e de finale   |
| 2016-2017 | -                                       | 2e (Gr. A)                      | 1/8e de finale    |
| 2017-2018 | -                                       | 3e (Gr. A)                      | 1/8e de finale    |

## Joueuses emblématiques
- Lydie Grossin
- Sonia Bompastor
- Malika Bousseau
- Lydie Devaud
- Alexandra Guiné
- Corinne Lagache
- Hoda Lattaf
- Émilie Mazoué
- Angélique Roujas
- Melissa Plaza
- Claire Guillard
- Romane Bruneau
- Camille Abily

## Football de plage
Le club possède une équipe féminine de football de plage, finaliste du Championnat de France en 2019.